# Церковь Казанской иконы Божией Матери (Зятьково)
Церковь Казанской иконы Божией Матери (Церковь Сергия Радонежского) — церковь Русской православной церкви в деревне Зятьково Талдомского района Московской области.
Церковь выполнена в стиле классицизма. Рядом с храмом расположено кладбище.

## История
В 1628 году в Кашинском переписном списке упоминается в деревянная церковь Архангела Михаила в деревне Зятьково на реке Дубне, принадлежащая Воскресенскому девичью монастырю на Москве в кремле-городе.
В клировой ведомости 1796 года указана церковь архистратига Михаила с приделом Преподобного Сергия, построенная в 1770 году. В её приходе было 175 дворов, 1209 душ. церковная земля принадлежала ещё Воскресенскому девичью монастырю. Однако в 1855 году землей владело Ведомство государственных имуществ. В это время в селе было две церкви, одна — деревянная (уже не работала), другая — каменная с приходом 1929 душ.

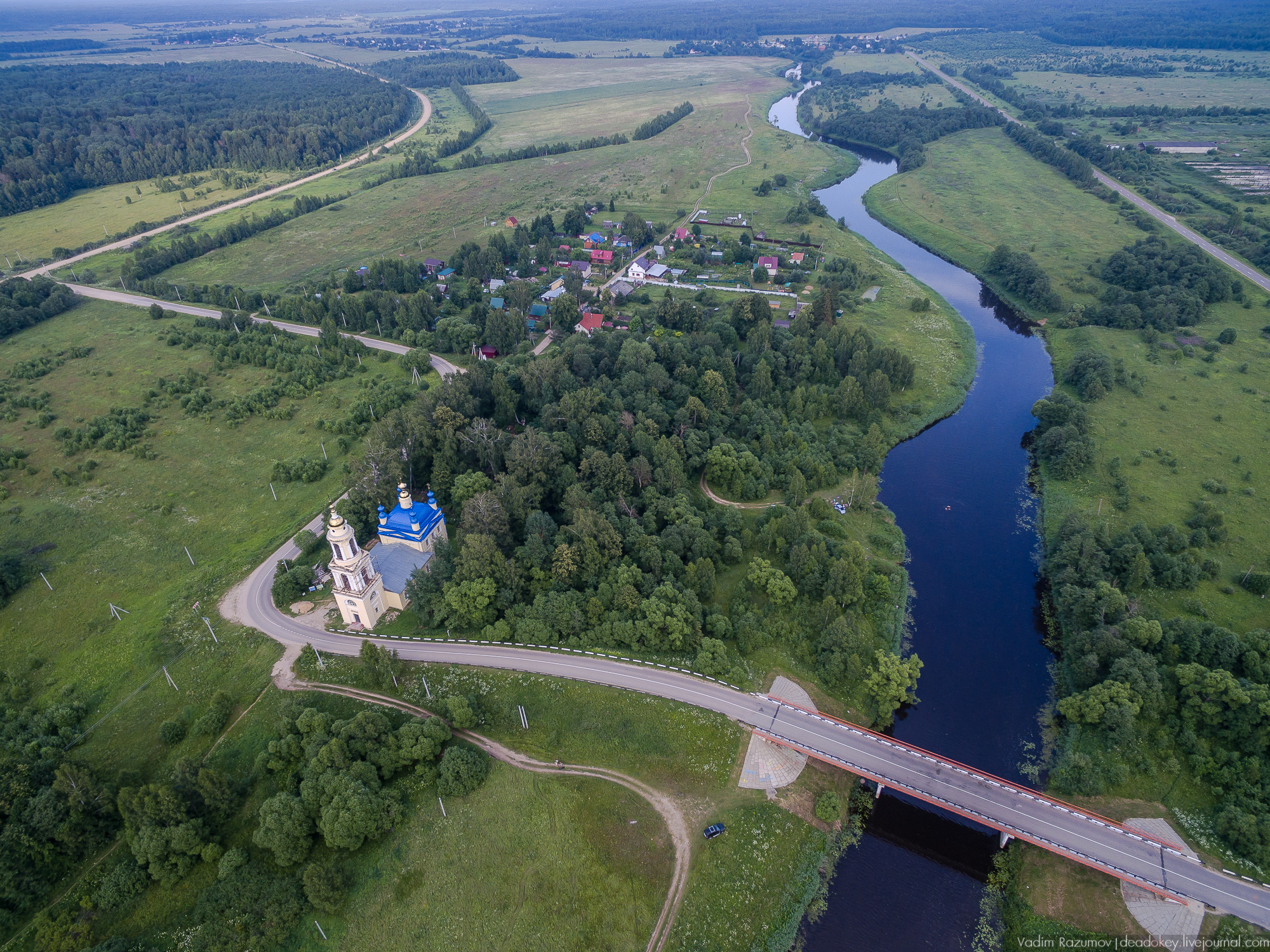
Церковь Казанской иконы Божией Матери с высоты птичьего полёта

Новая каменная церковь в стиле классицизма была построена в 1852 году, главный придел освящён во имя иконы Казанской Божьей Матери, два других во имя преподобного Сергия Радонежского и архистратига Михаила. Церковь реставрировалась в 1921 году (это необычно для того времени, продолжалась Гражданская война), о чём свидетельствует надпись на внутренней стене храма.
Церковь в селе функционировала до 1950-х годов. После закрытия в ней был устроен колхозный склад, трапезная покрыта шифером. Был сломан и висел на главке крест центральной главы. Крест другой главы упал в 1978 году. Церковь упомянута в каталоге «Памятники архитектуры Московской области».
С 1991 года в Зятьково зарегистрирована православная община как приход храма преподобного Сергия Радонежского. При открытии храма община была зарегистрирована как приход храма преподобного Сергия Радонежского. Реставрационные работы до 1999 года не проводились. По состоянию на 2016 год перекрыта кровля, восстановлены кресты, окрашены фасады, проводятся богослужения.
Настоятелем храма является иерей Роман Игоревич Волощенко. К церкви Казанской иконы Божией Матери приписан также храм святых Жён-мироносиц в деревне Гусёнки.

## Интересные факты
Рядом в деревне Иванцево находится ещё одна Казанская церковь.